# NPO Energomaix

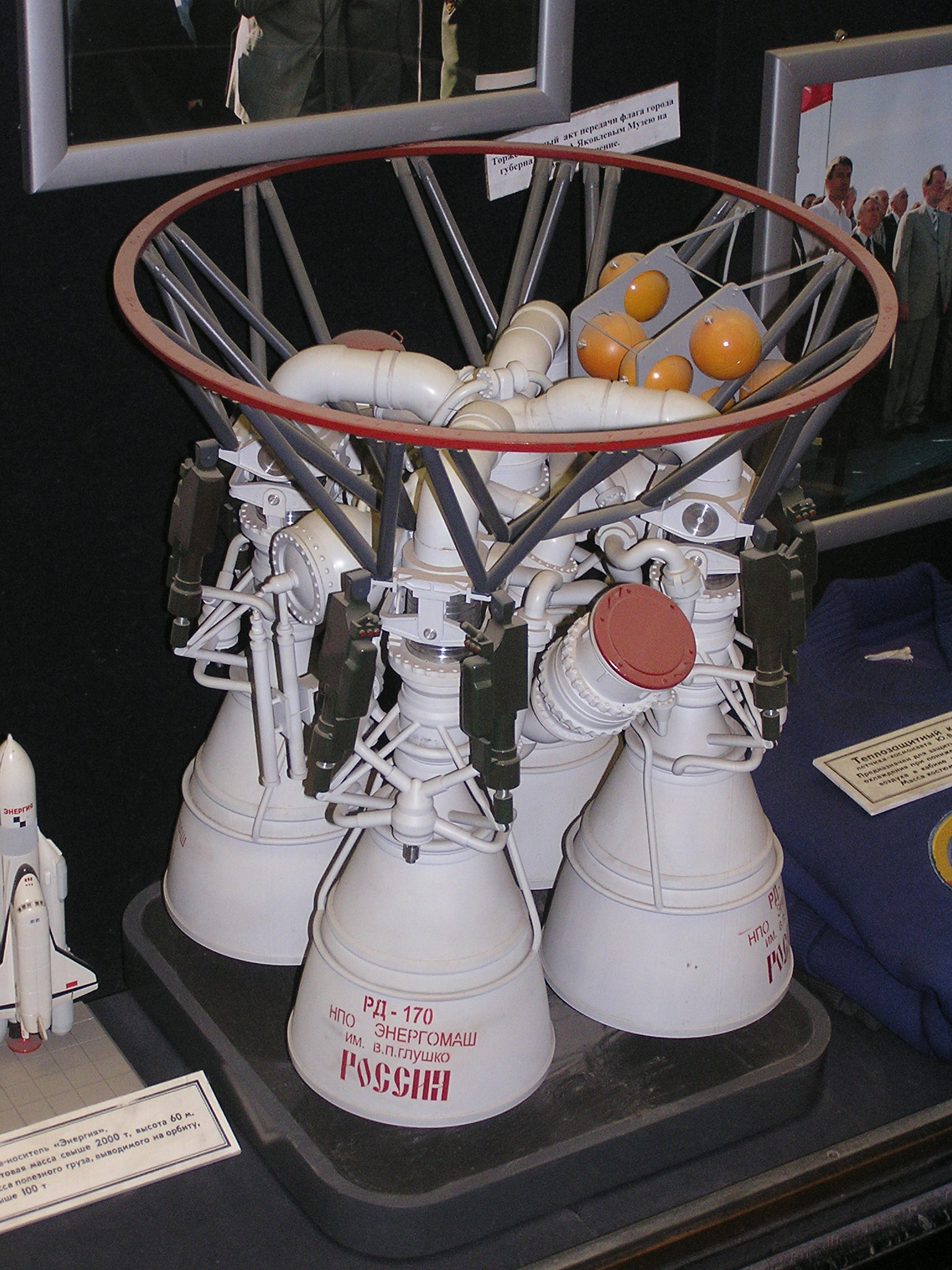
Model del coet RD-170, desenvolupat per NPO Energomaix.

NPO Energomash "V. P. Gluixkó" és un fabricant rus amb orígens OKB, que es dedica principalment en desenvolupar i produir motors de coet de combustible líquid. NPO Energomaix està basada a Moscou, amb instal·lacions satèl·lit a Samara, Perm i Sant Petersburg, i dona feina a uns 5.500 treballadors. Fou fundada el 1946 com OKB-456. L'empresa és coneguda per la seva llarga història de desenvolupament de motors de LOX/querosè a gran escala, notablement els motors RD-107, RD-170 i RD-180 engines. Aquests motors han servit de força impulsiva per vehicles com ara l'R-7, el Proton, el Soiuz, l'Enérguia i l'Atlas V. NPO Energomaix adquirí el seu nom actual el 15 de maig del 1991, en honor del seu antic dissenyador en cap Valentín Gluixkó.